# درجات البنفسجي

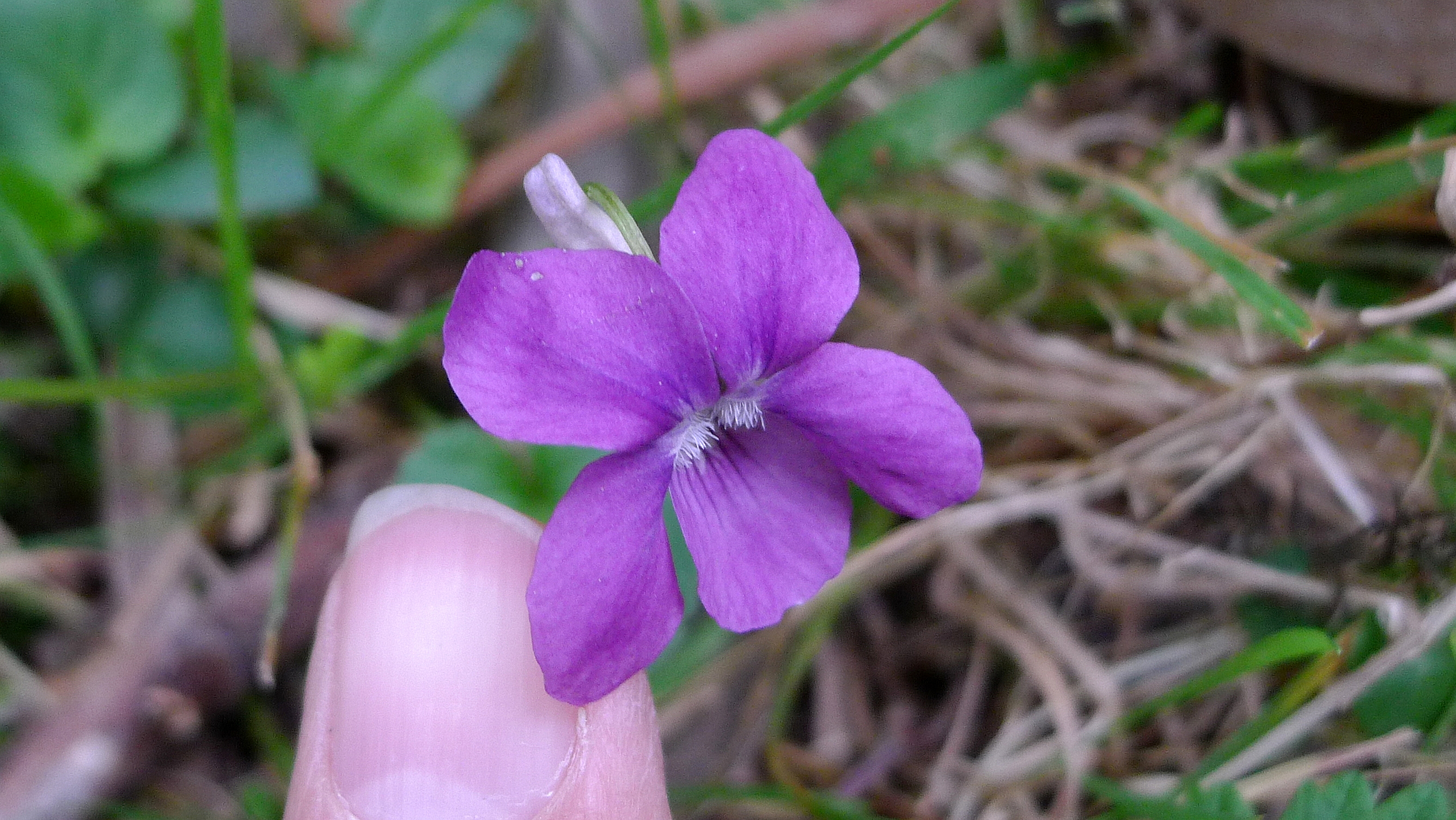
اللون البنفسجي استمد اسمه من زهرة البنفسج.

هناك العديد من الظلال والدرجات في اللون البنفسجي، يتم عرض عينات منها أدناه.

## الدرجات المختلفة من اللون البنفسجي
على الرغم من أن الطيف البنفسجي النقي يقع خارج النطاق اللوني لمساحة ألوان RGB، فإن الألوان الثلاثة المعروضة أدناه هي تقديرات تقريبية لنطاق ألوان البنفسجي الطيفي الفعلي، على الرغم من أن دقة التقريب يمكن أن تختلف اعتمادًا على رؤية لون الفرد، وعلى عرض لون شاشة الكمبيوتر.

### بنفسجي عجلة الألوان
اللون الثلاثي على عجلة الألوان HSV (المعروف أيضا ب RGB عجلة الألوان) في منتصف المسافة بين الأزرق والأرجواني يسمى بنفسجي عجلة الألوان . هذه الدرجة من اللون البنفسجي - تقريب للون البنفسجي عند حوالي 417 نانومتر كما تم رسمه في مخطط اللونية CIE - تظهر على اليمين. هذه الدرجة من اللون البنفسجي هي في الواقع إلى حد ما تميل نحو النيلي على افتراض أن النيلي مقبول كلون طيف منفصل، وعادة ما يتم الاستشهاد به على أنه يتراوح بين حوالي 420 إلى 450 نانومتر. اسم آخر لهذا اللون هو قريب من البنفسجي.

### بنفسجي كهربائي
اللون على اليمين، البنفسجي الكهربائي، هو أقرب تقريب للطيف البنفسجي المتوسط الذي يمكن صنعه على شاشة الكمبيوتر، بالنظر إلى قيود التدرج اللوني sRGB. إنه تقريب للون البنفسجي عند حوالي 400 نانومتر كما هو مرسوم في مخطط اللونية CIE، في منتصف النطاق البنفسجي من 420 نانومتر إلى 380 نانومتر بافتراض أن النيلي لون طيف منفصل من 450 إلى 420 نانومتر.الأسماء الأخرى لهذا اللون هي البنفسجي الأوسط أو البنفسجي ببساطة.